# Vasilseverginita
La vasilseverginita és un mineral arsenat-sulfat de fórmula química Cu9O₄(AsO₄)₂(SO₄)₂. Va ser aprovada com a espècie vàlida per l'Associació Mineralògica Internacional l'any 2015. Cristal·litza en el sistema monoclínic.
La seva estructura és única. És el primer mineral de coure del volcà Tolbàtxik que conté anions arsenat i també sulfat. Químicament d'alguna manera similar a la leogangita i la parnauïta.
Va ser descoberta a una fumarola d'un con d'escòria del volcà Tolbàtxik, situat a Kamtxatka (Districte Federal de l'Extrem Orient, Rússia). Es tracta de l'únic indret on ha estat trobada aquesta espècie mineral.